# Samuel Koch
Samuel Koch (Neuwied, 28 settembre 1987) è un attore tedesco.

## Biografia

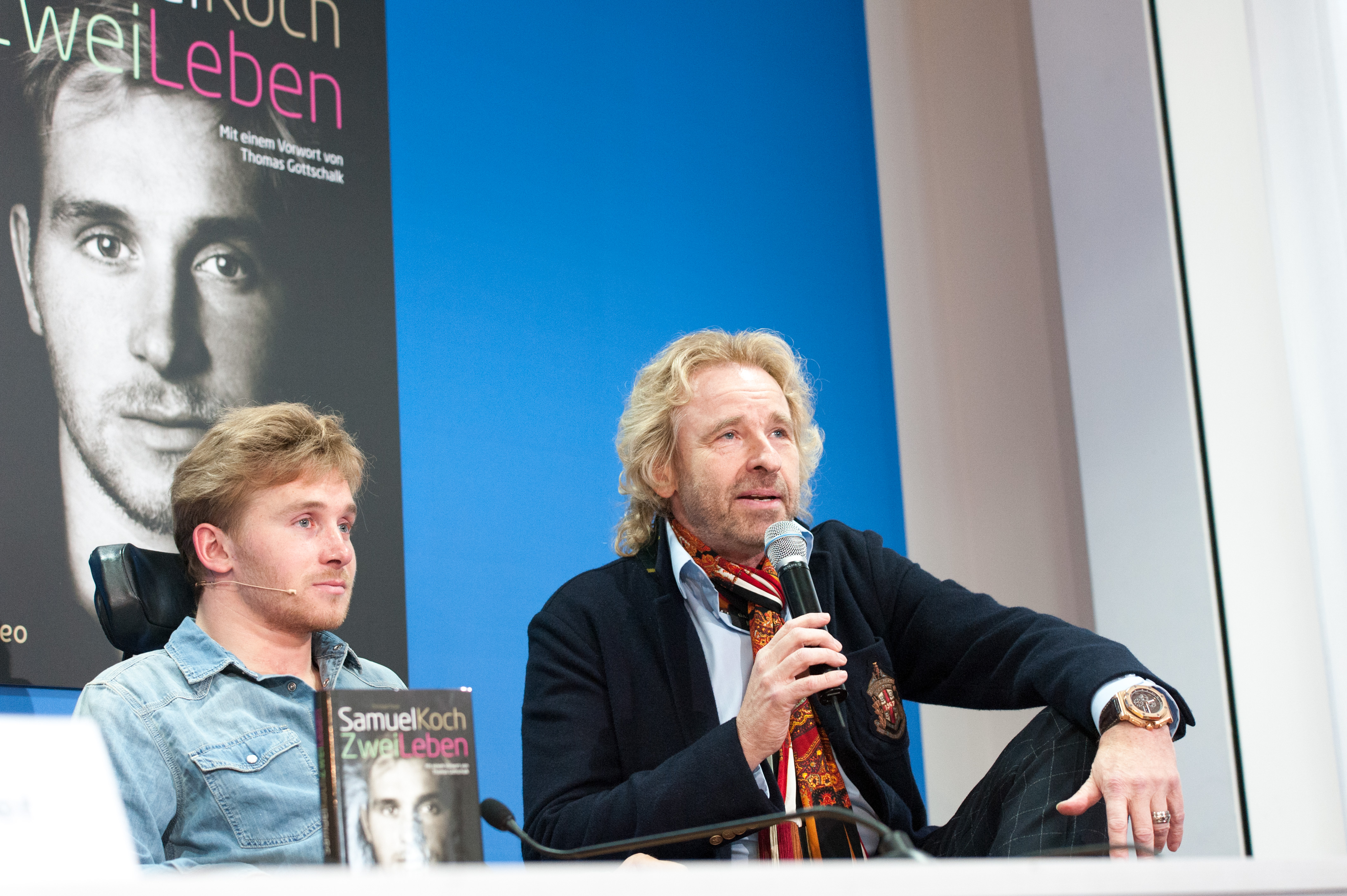
Samuel Koch (a sinistra) con Thomas Gottschalk

Ha iniziato la sua formazione artistica presso la Hochschule für Musik, Theater und Medien Hannover che completerà nel febbraio del 2014.
Il 4 dicembre 2010, Koch rimase gravemente ferito durante una puntata del programma di intrattenimento Wetten, dass..?.
Accettò la sfida di saltare cinque auto in movimento di dimensioni via via crescenti usando stivali a molla. Saltò con successo la prima e la terza auto (la seconda fu interrotta), ma non riuscì a superare la quarta auto, guidata da suo padre. La testa di Koch colpì il parabrezza e atterrò sul pavimento dello studio, fratturando due vertebre cervicali e danneggiandosi il midollo spinale.
Koch sopravvisse dopo un intervento chirurgico d'urgenza presso l'ospedale Universitätsklinikum Düsseldorf, ma dal 2011 è permanentemente paralizzato dal collo in giù. La puntata dell'incidente fu sospesa con pausa della trasmissione di circa 20 minuti dopo, è stata la prima volta per il programma di interrompere la propria trasmissione.
Nell'episodio seguente, il conduttore Thomas Gottschalk annunciò le sue dimissioni, lasciando il programma dopo l'ultima puntata della stagione del 2011.

### Vita privata
È sposato dal 2016 con l'attrice Sarah Elena Timpe, conosciuta sul set di Tempesta d' amore.

## Filmografia

### Cinema
- 4 Tage im Mai - regia di Achim von Borries (2011)
- Honig im Kopf - regia di Til Schweiger (2014)
- Draußen in meinem Kopf - regia di Eibe Maleen Krebs (2018)
- Sachertorte - regia di Christine Rogoll (2022)
- 15 Jahre - regia di Chris Kraus (2023)

### Televisione
- Tempesta d'amore (Sturm der Liebe) - serie TV (24 episodi) (2014)
- 14º Distretto (Großstadtrevier) - serie TV (1 episodio) (2017)
- Vienna Blood - serie TV (1 episodio) (2022)
- Die Passion - serie TV (2022)